# Шереметєва Олена Іванівна

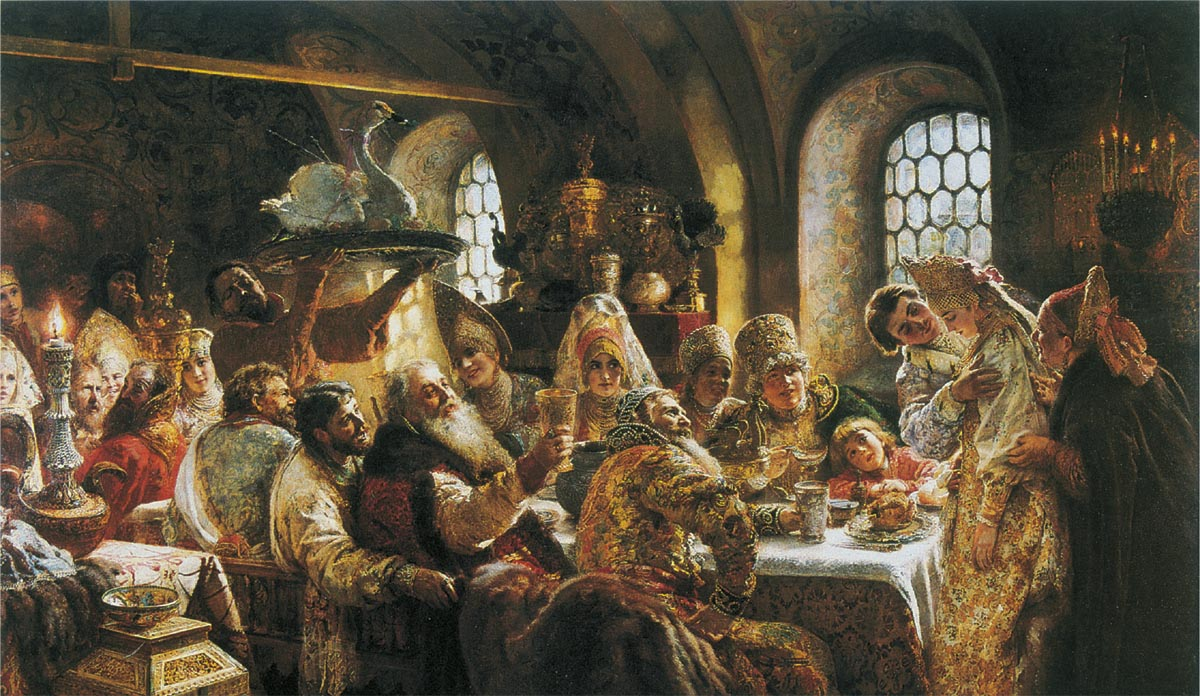
Костянтин Маковський. «Боярський весільний бенкет в XVII столітті», 1883 р.

Олена Іванівна Шереметєва, в постригу Леоніда — третя й остання дружина царевича Івана, невістка Івана Грозного.

## Біографія

### Родина
Дочка Івана «Меншого» Васильовича Шереметєва, одного з небагатьох досвідчених воєвод, які вціліли в роки опричнини, але загиблого в 1577 р. від шведського ядра при облозі Ревеля.
- брат — Федір (?-1650), боярин з 1604/1605, воєвода, одружений з Іриною, дочкою князя Бориса Камбулатовича Черкаського і Марфи Микитівни Захар'їної-Юр'євої (сестри патріарха Філарета).
- двоюрідна сестра — Агафія, дружина царевича Михайла Кайбуліна, дочка Івана «Великого» Шереметєва[4].

### Весілля
За повідомленням Джерома Горсея в 1581 р. відбувся огляд наречених для двічі «розлученого» бездітного царевича, і Олена (яку англієць, втім, називає «Настасьєю» — Natacia), була обрана з безлічі інших дівчат.
«Цар Іван Васильович зібрав з усієї держави найкрасивіших дочок його бояр і дворян, дівчат, і вибрав з них дружину для свого старшого сина, царевича Івана»
Р. Г. Скринников пише: «Третю дружину, Олену Шереметєву, царевич, можливо, вибрав сам, бо цареві рід Шереметєвих був противний. Один з дядьків царівни Олени (Микита, 1563 р.) був страчений за царським указом, інший, якого цар називав „бісовим сином“, потрапив у монастир (Іван Великий, 1569 р.). Батька Олени цар всенародно звинуватив у зрадницьких зносинах з кримським ханом. Єдиний вцілілий дядько царівни потрапив у полон до поляків і, як доносили московські гінці, не тільки присягнув на вірність королю, але й подав йому зрадницьку пораду нанести удар по Великим Лукам. Боярська „зрада“ знову вже в котре вповзла в царський дім». Зімін додає: якщо її батько «користувався приязню Грозного, то його брати викликали у нього почуття неприхованого роздратування. До того ж дядько Олени окольничий Федір у 1579 р. потрапив у полон, де, за чутками, присягнув на вірність Баторію. Словом, причин для невдоволення Оленою у царя вистачало».

### Смерть чоловіка
Наступного року Олена завагітніла — це був перший раз для її чоловіка, попередніх дружин якого заслали в монастир за безплідність і, зрозуміло, він хвилювався, передчуваючи можливість, нарешті, дочекатися на світ спадкоємця.
Як свідчить поширена версія подій, у листопаді 1581 року в Олександрівій Слободі, Іван Грозний застав свою невістку Олену, яка лежить на лаві в одній спідній одежі.
 Третя дружина сина Івана якось лежала на лаві, одягнена в спіднє, бо була вагітна і не думала, що до неї хтось увійде. Несподівано її відвідав великий князь московський. Вона негайно піднялася йому назустріч, але його вже неможливо було заспокоїти. Князь вдарив її по обличчю, а потім так побив своєю палицею, що була при ньому, що на наступної ночі у неї ставався викидень — вона втратила хлопчика. 
 В цей час до батька вбіг син Іван і почав просити не бити його дружини, але цим тільки звернув на себе гнів і удари батька. Він був дуже важко поранений в голову, майже в скроню, цим же самим посохом. Перед цим в гніві на батька син гаряче докоряв його наступними словами: 
  «Ти мою першу дружину без будь-якої причини заточив в монастир, те ж саме зробив з другою дружиною і ось тепер б'єш третю, щоб погубити сина, якого вона носить в утробі».
— Антонио Поссевино, «Исторические сочинения о России»

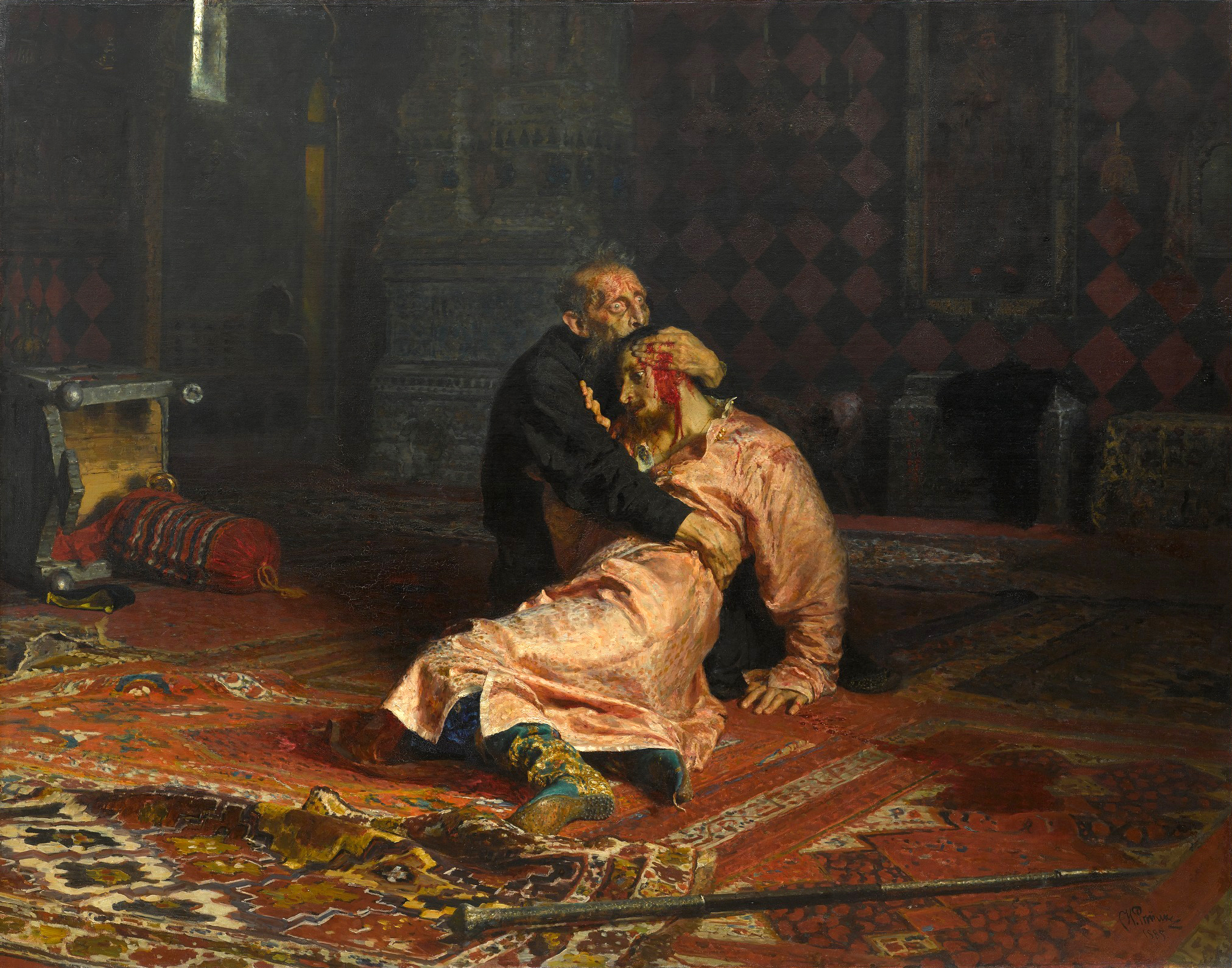
«Іван IV Грозний та Іван Іванович», картина І. Ю. Рєпіна

Сварка, як прийнято вважати, сталася 14 листопада, а царевич від отриманих побоїв помер через кілька днів — 19 листопада.
Існує й інше тлумачення свідоцтв сучасника: ніби Іван Грозний насправді не образився неприбраним видом невістки, а «причиною зіткнення з сином стали сексуальні домагання батька до третьої дружини царевича Івана» (див. снохацтво).

### Постриг
Після смерті царевича Івана «пострижена в Новому (Новодівичому) монастирі. На відміну від перших двох дружин Євдокії Сабурової і Параскеви Солової, засланих у далекий суздальський монастир, Шереметєва Олена перебувала в московському монастирі в більш почесних умовах, як вдова «цариця».